# Doyle Bramhall II
Doyle Bramhall II (24 de Dezembro de 1968, Dallas, Texas; pronuncia-se "Doyle Bramhall the Second") é um compositor, guitarrista e vocalista estadunidense.

## Influências musicais
Seu pai, um bluesman texano que abria os shows de Freddie King, co-escreveu, cantou e tocou bateria com o Stevie Ray Vaughan e o irmão dele, Jimmie Vaughan. Doyle passou sua infância cercado pela família Vaughan, o que foi fator determinante para uma de sua maiores influências. Aos 16 anos, Doyle Bramhall II excursionou como segundo guitarrista na Banda de Jimmie Vaughan, The Fabulous Thunderbirds.
Começou tocando guitarra com 13 anos de idade, e dentro de um ano estava frequentemente dentro dos circuitos do blues. 

## Carreira profissional
Foi para a estrada com a The Fabulous Thunderbirds com a idade de 18 anos.  Fez seu álbum de estréia em 1992 com a banda The Arc Angels, com o vocalista e guitarrista Charlie Sexton, o baterista Chris Layton e o baxista Tommy Shannon. Chris e Tommy foram membros da Double Trouble, banda que acompanhou Stevie Ray Vaughan.
Em 1994, houve algumas divergências e Doyle pausou sua carreira. Em 1996 voltou as atividades. Cada membro da banda seguiu seu caminho, mas até hoje eles se reúnem esporadicamente para shows nos circuitos de blues do Texas, especialmente no Antone's Club.
Em 1996, Doyle lançou o seu primeiro álbum solo, Doyle Bramhall II, pela gravadora Geffen.
Em 1999, ele estava assinado com a RCA e lançou seu segundo álbum: Jellycream. Nesse mesmo ano, Doyle participou, juntamente com Robert Cray, do Austin City Limits.
O álbum Jellycream foi parar nas mãos de Eric Clapton, que convidou Bramhall para ir à sua casa, a fim de se conhecerem e tocarem juntos, além de pedir para aprender a tocar "I Wanna Be" e "Marry You" para uma futura inclusão destas canções no álbum Riding With the King, que Eric Clapton estaria gravando com B. B. King e que foi lançado em 2000.
A amizade com Eric Clapton foi florescendo e ele compôs a música "Superman Inside", além de ter tocado guitarra no álbum Reptile de Eric Clapton lançado em 2001.
Depois disso, Doyle formou sua própria banda Doyle Bramhall II & Smockestack e foram convidados a fazer aberturas dos shows de Eric Clapton na turnê de 2001, além de fazer algumas participações especias durante os shows.
Pouco antes disso, ainda em 1999, Doyle foi convidado por Roger Waters a compor a banda como guitarrista e vocalista na turnê In the Flesh, fazendo as partes de David Gilmour (Pink Floyd). Dessa turnê, saiu um DVD chamado In the Flesh.
Em 2001, foi lançado seu terceiro CD solo, Welcome, pela gravadora RCA.
Em 2004, mais uma vez a convite de Clapton, Doyle seria o segundo guitarrista de sua banda, ao lado de Andy Fairweather-Low, na turnê mundial em que ele apresentou as canções de Robert Johnson. Eric Clapton lançou o CD Me and Mr Johnson e o DVD Sessions for Robert J, todos com a participação de Doyle.
Participou do evento beneficente ao Crossroads Center de Eric Clapton: O Crossroads Guitar Festival em Dallas, Texas, onde se reuniram guitarristas do mundo e gravaram em DVD duplo.
Houve também trabalhos esporádicos com: Me'shell Ndegéocello, Sheryl Crow e Susan Tedeschi.
Durante sua trajetória, ainda houve o convite para estrelar num documentário sobre a indústria da música e a crescente comercialização da arte da música nos EUA chamado Before the Music Dies, filme dirigido por Andrew Shapter. Doyle atuou juntamente com Erykah Badu, Eric Clapton, Dave Matthews, entre outros.
Mais uma vez em 2006, Doyle Bramhall II foi convidado a tocar com Eric Clapton na turnê mundial de 2006/2007, ao lado de Derek Trucks (Allman Brothers Band).
Participou 2º edição do Crossroads Guitar Festival, realizado em Julho de 2007 em Chicago, com vários ícones da guitarra,  tendo executado 4 canções, 2 delas incluídas no DVD duplo que foi lançado no final de 2007, além de outras performances ainda como membro da banda de Clapton.
No final de 2007, Doyle fez alguns shows com a banda Arc Angels no Texas.
Recentemente em 2008, ele atuou numa turnê de verão com Eric Clapton percorrendo Europa e EUA. 
Em 2009, a principal atividade do artista foi a volta da Banda Arc Angels ao cenário da música. Seus antigos parceiros decidem retornar ao palco e programam uma série de shows pelos EUA e em Londres abrindo shows do Eric Clapton no Royal Albert Hall em Londres. No final de outubro, eles lançam o tão esperado CD/DVD. Um combo contendo três discos, sendo um DVD com o show completo gravado no Stubb´s em 2005 na cidade de Austin. No outro disco, um CD contendo três músicas inéditas.
Em 2010, a perspectivas de shows dos Arc Angels diminuem no primeiro semestre devido à agenda de shows que Charlie Sexton faz com Bob Dylan numa turnê mundial. Enquanto isso, Doyle tem trabalhado na produção dos novos álbuns de Eric Clapton e Sheryl Crow a serem lançados ainda este ano. De meados de 2010 até 2011, Doyle tem mantido seu trabalho em turnê com a Sheryl Crow, divulgando o novo CD dela intitulado 100 miles from Menphis o qual ele coproduziu.
Durante o ano de 2012, coproduziu e escreveu musicas para o CD Miles from Menphis de Sheryl Crow, além disso excursionou com ela durante toda a turnê de lançamento do álbum. 
Em 2013, volta ao trabalho com Eric Clapton, e também coproduz o novo álbum dele, Old Sock, seguindo em turnê com Eric pela Europa e EUA. Em abril de 2013 teve grande participação no Crossroads Guitar Festival 2013 realizado no Madison Square Garden nos dias 12 e 13 de abril em NYC. O CD/DVD/Bluray terá lançamento mundial em 19 Novembro de 2013.

## Discografia

### Álbuns de estúdio
- Arc Angels (1992)
- Doyle Bramhall ll (1996)
- Jellycream (1999)
- Welcome (2001)
- Roger Waters - In The Flesh Live Full Concert (2000)